# Lorenç Mallol
Lorenç Mallol, o Lorenz Mallol (fl. 1350), è stato un poeta catalano del XIV secolo, il primo petrarchista del suo paese e uno degli ultimi trovatori.

## Vita e opera
I suoi componimenti sopravvissuti sono composti in antico occitano. Il suo primo nome è anche scritto Laurenç in occitano moderno e Llorenç in catalano moderno.
Lorenç presenta una certo vers figurat (poesia figurata), Sobre·l pus alt de tots los cims d'un arbre, per il Consistori del Gay Saber a Tolosa, una allegoria mistica di Gesù Cristo (Ihus lo salvaire), il quale è l'auzel(l)et tot blanch (uccellino tutto bianco), e degli ebrei, i quali sono un corps mot vils (il cadavere più spregevole). L'arbre (albero) significa la vera crotz (la vera croce). Il componimento poetico ha due tornadas, una per il Mon Ric(h) Thesaur (il mio ricco tesoro), un senhal (nome in codice) per la Vergine Maria e un altro per i sette signori (senyor set) del consistori del Gay Sauber. Enrique de Villena, un funzionario del Consistori de Barcelona, ci informa che questo non è quel consistori, ma quello di Tolosa, poiché il componimento venne scritto prima della fondazione a Barcellona (1393). Il riferimento mariano è molto caratteristico per il Consistori di Tolosa e questa poesia viene di solito classificata come un sirventes religioso. Non si sa se vinse un premio ai joc florals oppure quando venne composta.
Per meglio comprendere la letteratura catalana e occitana del periodo, è più utile l'escondig (escondit) di Lorenç, possibilmente non collegabile al Consistori o alle sue competizioni. Iniziando, Moltes de vetz, dompna, ·m suy presentatz descrive come alcuni uomini gelosi (lauzengiers) raccontino alla sua signora che Lorenç si vantasse del fatto che lei l'amasse, commenttendo in tal modo una scortese violazione del segreto d'amore. Lorenç nega l'accusa in un modo chiaramente ispirato dalla quindicesima canzone del Petrarca, la quale inizia S'i'l dissi mai. Questo verso, tradotto in occitano, corrisponde alle stanze principali (14 di 17) del verso 132 della poesia di Lorenç : Si·u diguí may. Il poeta allora descrive l'orribile destino che lo aspetterebbe per un tradimento così meschino. La tornada impiega lo stesso senhal, Mon Rich Thesaur, come nel componimento religioso, questa volta per un'anonima signora presumibilmente non la Vergine. D'altra parte, sembra che Lorenç sia stato influenzato da  Bertran de Born, il quale scrisse il solo escondig attributibile a un trovatore. In Lorenç si combinano il petrarchismo del Rinascimento e il trobadorismo reazionario.
Nonostante questo, Lorenç non è all'avanguardia. La sua poesia non è di una speciale qualità letteraria, né la sua imitazione di Petrarca l'inizio di una tendenza. Egli non prende in prestito dal Petrarca nessuna delle sue innovazioni poetiche superiori. Piuttosto, gli capita così di essere uno dei pochi catalani del suo tempo a trovare in Petrarca e nelle cose italiane la possibilità di essere copiate e adattate nelle loro strutture trobadoriche.